# Старичок
Старичок — река на полуострове Камчатка в России. Длина реки — около 62 км. Площадь водосборного бассейна насчитывает 348 км². Протекает по территории Усть-Камчатского района.
Начинается к юго-востоку от горы Столовой, в ложбине между вершинами Сердце-Камень и Одинокая. Течёт в восточном направлении среди невысоких гор, покрытых берёзовым лесом. В нижнем течении имеет ширину 30 метров, глубину 0,6 метра и твёрдое дно. Вблизи устья скорость течения воды 1,4 м/с. Впадает в реку Еловка справа на расстоянии 88 км от её устья на высоте 39,4 метра над уровнем моря.

## Притоки
Основные притоки — Верхний Старичок, Правый Старичок, Левый Старичок, Стрелка.
По данным государственного водного реестра России, относится к Анадыро-Колымскому бассейновому округу.
Код водного объекта — 19070000112120000016810.